# Кубок СССР по лыжным гонкам 1981
13-й Кубок СССР по лыжным гонкам проводился в Сыктывкаре РСФСР с 19 по 24 марта 1981 года. Розыгрыш Кубка СССР в гонках на дистанции 30 км у мужчин и на 20 км у женщин проводился в программе чемпионата СССР 1981 года. Соревнования проводились по четырём дисциплинам — гонки на 15 и 30 км (мужчины), гонки на 5 и 20 км (женщины).

### Мужчины
|                                           | Золото                                           | Серебро                                          | Бронза                                             |
| ----------------------------------------- | ------------------------------------------------ | ------------------------------------------------ | -------------------------------------------------- |
| Гонка на 15 км (20 марта). 106 участников | Козел Александр 43.02 «Динамо» Украинская ССР    | Бажуков Николай +0.07 Вооружённые Силы Коми АССР | Бурлаков Юрий +0.07 «Буревестник» Хабаровский край |
| Гонка на 30 км (24 марта). 100 участников | Чайко Александр 11:28.55 Вооружённые Силы Москва | Кузнецов Владимир +0.07 «Динамо» Ленинград       | Лукьянов Владимир +0.42 «Динамо» Москва            |

### Женщины
|                                        | Золото                                          | Серебро                                      | Бронза                                       |
| -------------------------------------- | ----------------------------------------------- | -------------------------------------------- | -------------------------------------------- |
| Гонка на 5 км (20 марта). 82 участницы | Заболотская Любовь 16.27 «Зенит»                | Кулакова Галина +0.15 «Труд» Удмуртская АССР | Хворова Раиса +0.25 «Динамо» Ленинград       |
| Гонка на 20 км (23 марта). 69 участниц | Кулакова Галина +1:02.11 «Труд» Удмуртская АССР | Хворова Раиса +0.44 «Динамо» Ленинград       | Сметанина Раиса +1.11 Сельские ДСО Коми АССР |

## Командные результаты спортивных обществ
| Место | Спортивное общество | Сумма очков |
| ----- | ------------------- | ----------- |
| 1.    | «Динамо»            | 1098        |
| 2.    | Вооружённые Силы    | 952         |
| 3.    | «Труд»              | 491         |

## Командные результаты областей, краев, АССР. Москвы и Ленинграда
| Место | Регион               | Сумма очков |
| ----- | -------------------- | ----------- |
| 1.    | Ленинград            | 489         |
| 2.    | Москва               | 404         |
| 3.    | Свердловская область | 351         |